# Автопоїзд
Автопо́їзд — автомобіль або швидкохідний тягач автомобільного типу з одним чи кількома причепами, призначений для перевезення вантажів. Складається з тягача з напівпричепом чи причепом (одним або декількома).
Згідно з правилами дорожнього руху, автопоїзд — механічний транспортний засіб, що з'єднаний з одним або кількома причепами за допомогою зчіпного пристрою.

## Класифікація
За призначенням автопоїзди поділяються на вантажні (транспортні) і пасажирські. Причепи транспортних автопоїздів бувають як загального призначення, так і з спеціальними кузовами (цистерни, рефрижератори, самоскиди).

## Експлуатація
Експлуатація автопоїзда — транспортування тягачем причепа згідно з інструкцією щодо його використання (відповідність причепа тягачу, наявність страхового з'єднання, єдиної системи сигналізації, освітлення тощо).

## Переваги
Основні переваги автопоїзда перед автомобілем:
- значне збільшення вантажопідйомності;
- зниження експлуатаційних витрат на 1 т/км перевезеного вантажу;
- зменшення витрат палива;
- скорочення витрат на оплату обслуговчого персоналу.

Як тягачі для автопоїздів невеликої вантажопідйомності найчастіше використовують звичайні вантажні автомобілі. Для автомобілів великої вантажопідйомності — спеціальні автомобілі (наприклад ЯАЗ-210Г, ЯАЗ-210Д), які мають підвищені тягові властивості.